# Yoshio Okada
Ne doit pas être confondu avec Yoshio Okada créateur du cutter.
Yoshio Okada (岡田 吉夫, Okada Yoshio) né le 11 août 1926, décédé le 22 juin 2002 est un footballeur japonais.